# Малайзийское национальное космическое агентство
Национальное космическое агентство Малайзии (ANGKASA) (малайск. Agensi Angkasa Negara) основано в 2002 году и направлено на усовершенствование технологических возможностей страны в области космоса. Агентство возглавляет Д-р Мустафа Дин Субари, который в 2007 году сменил на этом посту Д-ра Мазлан Бинти Отман.

## Инфраструктура
В инфраструктуру агентства входят несколько наземных станций для связи со спутниками и основной Космический центр, где расположены оперативный центр для отслеживания деятельности космических миссий, калибровочный оптический центр. Также при Космическом центре строятся ассамблея, интеграционный и испытательный центры. Для осуществления будущих запусков собственных ракет-носителей и оказания пусковых услуг зарубежным партнёрам в Малайзии планируется строительство приэкваториального космодрома в малонаселённых штатах Сабахе или Сараваке, находящихся на острове Борнео.

## Спутниковые программы
В пользовании Малайзии находятся спутники, как приобретённые за рубежом, так и произведённые в стране компанией Astronautic Technology Sdn. Bhd. (ATSB).
Первый малайзийский микроспутник Tiung SAT был разработан при сотрудничестве ATSB и британской Surrey Satellite Technology Ltd. Старт Tiung SAT-1 состоялся 26 сентября 2000 года на космодроме Байконур на ракете-носителе Днепр. Данный спутник научного назначения используется для картографирования, метеорологических измерений, регистрации космического излучения, коммуникаций.
Также телекоммуникационные услуги оказывает серия спутников MEASAT (англ. Malaysia East Asia Satellite). Они построены американской Boeing Satellite Systems, но принадлежат и эксплуатируются частной малайзийской компанией Measat Satellite Systems Sdn. Bhd. Первые два спутника были запущены на орбиту в 1996 году, третий — в 2006 году. MEASAT-3a стартовал с Байконура на российско-украинской ракете Зенит-3SLБ 22 июня 2009 года.
14 июля 2009 года на низкую околоэкваториальную орбиту вышел спутник высокого разрешения RazakSAT. Исследовательский спутник оснащён камерой, которая передаёт отснятые изображения на наземные станции в Малайзии.

## Отправка человека в космос

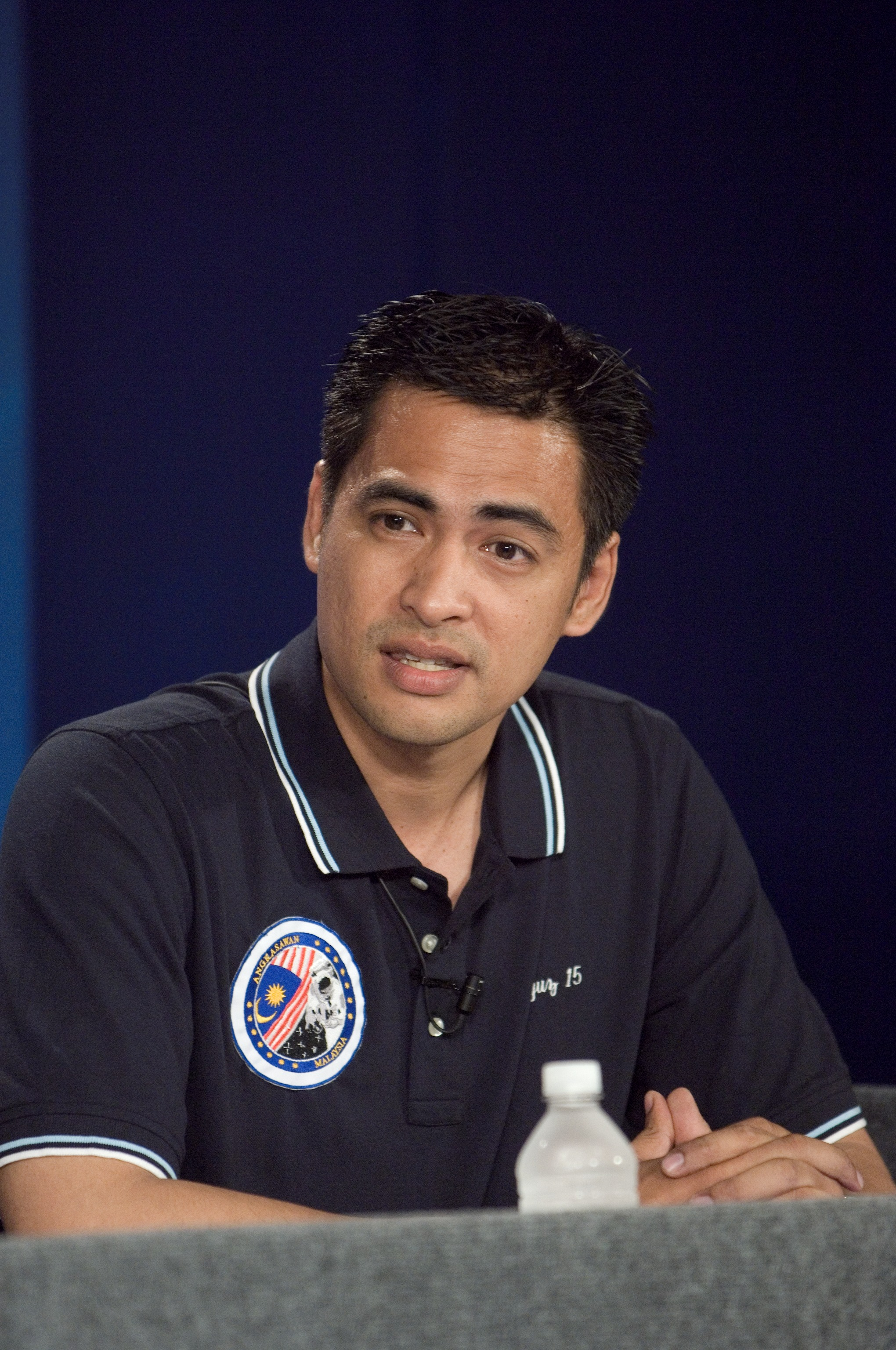
Шейх Музафар Шукор первый малайзийский космонавт.

«Программа Ангкасаван» (малайск. Angkasawan) была инициирована правительством Малайзии для подготовки первого национального космонавта, которым стал Шейх Музафар Шукор. Он отправился в полёт 10 октября 2007 года на борту космического аппарата Союз ТМА-11 и был доставлен на Международную космическую станцию, где провёл 9 дней. Программа была реализована благодаря достижению двустороннего соглашения между Роскосмосом и представителями Малайзии.

## Планы полёта на Луну
В 2005 году министр науки и технологий Малайзии Джамалудин Джарджис заявил, что готов предоставить на рассмотрение правительства национальный план высадки человека на Луне до 2020 года. Для реализации этого космического проекта якобы необходимо 25 миллионов долларов, однако эта сумма, надо полагать, составляет весь бюджет, выделенный государством на исследование космоса, и поэтому, пока что, программа полета на Луну представляет собой программу поиска кандидатов в космонавты.